# Viharharang
A viharharang főleg szőlőhegyeken, gyümölcsösökben, tanyás területeken felállított harang, melynek a népi vallásos hagyomány szerint vihar- és főleg jégesőelhárító hatása van. A fennmaradt írásos emlékek szerint már a középkorban létezett Európaszerte a harangok viharűző erejének hagyománya.

## Magyarországon
A török kiűzése után lassan benépesedő Szeged környéki tanyavilágban telepített „szőlőhögyek” szinte mindegyikét csőszök vigyáztak. Általában a csőszház mellé állítottak keresztet, viharharangot, amellé pedig harangbódét a „högygazdák”. A csősz feladata volt a szőlő védelme, ami vihar esetén abból is állt, hogy a szakadó esőben a harangbódé alá állva húzza a harangot, és közben imádkozzon.
Jégeső közeledtével a csősz kötelessége volt a vihar elé harangozni, hogy Isten segítésével oszlassa szét a felhőket. A harang a katolikus egyházban a szentelmények közé tartozik. A harangozás viharűző szerepét kétféleképpen magyarázzák: a régebbi szemlélet szerint a harang hangja fölfelé száll, így az Úristen is meghallja, és megszünteti a jégesőt. A másik magyarázat szerint a harang kibocsátotta hanghullámok megrezegtetik a levegőt, s így szétoszlatják a viharfelhőket.